# Tela (Honduras)
Tela is een stad en gemeente (gemeentecode 0107) in het Noorden van Honduras, in het departement Atlántida, gelegen aan de Caribische kust.
De oorspronkelijke naam van Tela was “Triunfo de la Cruz”. Het was een van de eerste steden die door de Spaanse conquistadores werden gesticht. Triunfo de la Cruz werd gesticht door Cristóbal de Olid.
De bewoners van Tela waren Spanjaarden en later hun afstammelingen: de Ladino’s. De kleine dorpen die in de directe omgeving van Tela langs de kust liggen werden en worden echter bevolkt door Garífunas.
De stad speelde een belangrijke rol in de bananenindustrie die door Amerikaanse bedrijven werd gevoerd in Honduras. Aan het einde van de 19e eeuw vestigden zich in Tela de Amerikaanse Standard Fruit Company en de United Fruit Company. Deze bedrijven zouden een spoorlijn aanleggen, waarbij Honduras hoopte dat met behulp van deze maatschappijen eindelijk de lang gewenste spoorlijn van kust tot kust zou worden aangelegd. De Amerikanen investeerden echter alleen in de infrastructuur van de noordkust, waardoor de spoorlijnen alleen daar werd aangelegd op plaatsen waar plantages waren. Het vervallen en ongebruikte station van Tela herinnert nog aan die periode. Na 1930 zakte door plantenziekten en overstromingen de bananenindustrie ineen. Spoorwegen en bruggen werden opgebroken en hele plantages werden afgesloten. Het florerende Tela raakte daardoor in verval.
Toch bleef de bananenindustrie van belang en in Tela bestaat deze industrie nog steeds. De Standard Fruit Company en United Brands (voorheen De United Fruit Company) bezitten nog steeds een groot deel van de landbouwgronden rond Tela, waar behalve bananen ook ananas, oliepalmen en grapefruits verbouwd worden. Dit fruit komt in Europa en in de Verenigde Staten onder de merken Dole en Chiquita op de markt.
Het huidige Tela is verdeeld in een oostelijke helft (Tela Vieja, of Oud Tela) en een westelijke helft (Tela Nueva, of Nieuw Tela). Tela Vieja is het oorspronkelijk als “Triunfo de la Cruz” opgerichte stadje, in koloniale stijl. Uit de koloniale periode zijn echter weinig overblijfselen bewaard gebleven.
Tela Nueva in het westen is aan het einde van de 19e eeuw door de Amerikaanse planters gebouwd in Amerikaanse stijl: houten huizen met grote veranda's. Deze huizen staan nog overeind en zijn in bezit van het hotel Telamar dat zich erin gevestigd heeft.
Op 5 kilometer afstand van Tela bevindt zich de door de bioloog Wilson Popenoe opgerichte botanische tuin Lancetilla. Hier leven bijna 200 verschillende soorten vogels.
Lancetilla werd opgericht als experimenteel centrum voor tropische planten, en groeide uit tot een van de belangrijkste in haar soort in Latijns-Amerika.

## Bevolking
De bevolking is als volgt verdeeld:
| Vrouwen | 51.331 | 51% |
| Mannen  | 49.319 | 49% |

## Bekende inwoners
- Juan Carlos García (1988-2018)
- Jeanette Kawas (1946-1995)

## Dorpen
De gemeente bestaat uit 76 dorpen (aldea), waarvan de grootste qua inwoneraantal: Tela (code 010701), El Triunfo de la Cruz (010728), Mezapa (of Santa Rosa del Norte) (010750), San Alejo (010764), San Juan (010768) en Tornabe (010774).

## Voetnoten
1. ↑  Instituto Nacional de Estadistica (acroniem: INE); bevolking 2016[dode link]
2. ↑  Redatam; División Política Territorial.